# Metro v Oslu
Metro v Oslu (norsky Oslo T-bane) je systém metra v hlavním městě Norska, Oslu. Je to středně velký dopravní systém a jediný systém metra v Norsku.
V současnosti tvoří síť 5 linek o délce zhruba 80 km se 95 stanicemi. Většina sítě je vedena po povrchu, pouze v centru a v hustě zastavěné oblasti v podzemí. Provozovatelem sítě je společnost T-banen, dceřiná firma dopravního podniku města Osla (A/S Sporeveier). Metro přepraví v průměru za rok 2011  kolem 81 milionů cestujících.

## Linkové vedení
Síť tvoří 6 linek, sjíždějící se v centrální části a 8 tratí ( Grorudbanen, Furusetbanen, Østensjøbanen, Lambertseterbanen, Holmenkollbanen, Kolsåsbanen, Røabanen a Sognsvannsbanen). Interval mimo centrální okružní trasu je 15, někdy i 30 minut. Síť má čtyři depa – Majorstuen, Avløs, Etterstad a Ryen. V provozu jsou dvou až šestivozové soupravy.

### Linka 1 (světle modrá)
| Linka 1: Frognerseteren – Stortinget – Helsfyr – Bergkrystallen |
| Frognerseteren – Voksenkollen – Lillevann – Skogen – Voksenlia – Holmenkollen – Besserud – Midtstuen – Skådalen – Vettakollen (– Gulleråsen - pouze ve směru Frognerseteren) – Gråkammen – Slemdal – Ris – Gaustad – Vindern – Steinerud – Frøen – Majorstuen – Nationaltheateret – Stortinget – Jernbanetorget – Grønland – Tøyen – Ensjø – Helsfyr - Brynseng – Høyenhall – Manglerud – Ryen – Brattlikollen – Karlsrud – Lamberseter – Munkelia – Bergkrystallen |

### Linka 2 (oranžová)
| Linka 2: Østerås – Smestad – Stortinget – Ellingsrudåsen |
| Østerås – Lijordet – Eiksmarka – Ekraveien – Røa – Hovseter – Holmen – Makrellbekken – Smestad – Borgen – Majorstuen – Nationaltheateret – Stortinget – Jernbanetorget – Grønland – Tøyen – Ensjø – Helsfyr – Brynseng – Hellerud – Tveita – Haugerud – Trosterud – Lindeberg – Furuset – Ellingsrudåsen |

### Linka 3 (fialová)
| Linka 3: Mortensrud - Ulsrud - Brynseng - Stortinget - Smestad - Kolsås |
| Mortensrud - Skullerud - Bogerud - Bøler - Ulsrud - Oppsal - Skøyenåsen - Godlia - Hellerud - Brynseng - Helsfyr - Ensjø - Tøyen - Grønland - Jernbanetorget - Stortinget - Nationaltheatret - Majorstuen - Borgen - Smestad - Montebello - Ullernåsen - Åsjordet - Bjørnsletta - Jar - Ringstabekk - Bekkestu a - Gjønnes - Haslum - Avløs - Gjettum - Hauger - Kolsås |

Linkové vedení v Oslu (2016)

### Linka 4 (tmavě modrá)
| Linka 4: Bergkrystallen – Ryen - Brynseng - Stortinget - Ullevål Stadion - Storo - Økern - Grorud - Vestli |
| Bergkrystallen – Munkelia – Lambertseter – Karlsrud – Brattlikollen – Ryen – Manglerud – Høyenhall – Brynseng – Helsfyr – Ensjø – Tøyen – Grønland – Jernbanetorget – Stortinget – Nationaltheatret – Majorstuen – Blindern – Forskningsparken – Ullevål stadion – Nydalen – Storo – Sinsen – Løren - Økern - Risløkka - Vollebekk - Linderud - Veitvet - Rødtvet - Kalbakken - Ammerud - Grorud - Romsås - Rommen - Stovner - Vestli |

### Linka 5 (zelená)
| Linka 5: (směr Ringen) Sognsvann - Ullevål Stadion - Stortinget - Carl Berners Plass - Storo (směr Vestli) - Ullevål Stadion - Stortinget - Carl Berners Plass - Økern - Grorud - Vestli |
| ( směr Ringen (Storo) Sognsvann - Kringsjå - Holstein - Østhorn - Tåsen - Berg - Ullevål Stadion - Forskningsparken - Blindern - Majorstuen - Nationaltheatret - Stortinget - Jernbanetorget - Grønland - Tøyen - Carl Berners Plass - Sinsen - Storo ( směr Vestli anebo Sognsvann)- Nydalen - Ullevål Stadion - Forskningsparken - Blindern - Majorstuen - Nationaltheatret - Stortinget - Jernbanetorget - Grønland - Tøyen - Carl Berners Plass - Hasle - Økern - Risløkka - Vollebekk - Linderud - Veitvet - Rødtvet - Kalbakken - Ammerud - Grorud - Romsås - Rommen - Stovner - Vestli |

### Půlená linka 6 (není v provozu od 2016)
- Linka 6 se půlila se linkou 4, počínala ve stanici Storo, kde jela ve směru Bekkestua přes Carl Berners Plass, Stortinget a Smestad.
- Bývalá linka 4 jezdila v úseku Bergykrystallen - Storo
- Linka 4 jezdí nově v úseku Bergykrystallen - Vestli a linka 6 byla zrušena. Půlené linky 4 a 6 nahradila linka 5.

## Tratě

### Východní tratě
- Østensjøbanen byla otevřena jako tramvajová trať z čtvrti Vålerenga do Oppsalu v 1926.
- Lambertseterbanen byla otevřena také jako tramvajová trať ze stanice Brynseng (Østensjøbanen)do stanice Bergkrystallen v 1957. V roce 1966 byla spojena na novou trať mezi stanicemi Jernbanetorget a Helsfyr.
- Grorudbanen byla otevřena mezi stanicemi Tøyen a Grorud v roce 1966. Do stanice Vestli byla prodloužena v roce 1975.
- Furusetbanen byla otevřena mezi stanicemi Hellerud (Østensjøbanen) a Haugerud v roce 1970. V roce 1981 prodloužena do stanice Ellingsrudåsen.

### Západní tratě
- Holmenkollbanen byla otevřena v roce 1898 jako tramvajová trať mezi stanicí Majorstuen a Besserud. V 1916 byla linka prodloužena do stanice Frognerseteren a v roce 1928 byl otevřen tunel mezi stanicemi Majorstuen a Nationaltheateret. Tento úsek se stal prvním podzemním úsekem ve Skandinávii.
- Røabanen, původně nazývaná Smestadbanen, byla otevřena v roce 1912.
- Sognsvannsbanen byla otevřena v roce 1935.
- Kolsåsbanen, původně Lilleakerbanen, byla otevřena jako tramvajová trať do stanice Lilleaker (1919),Haslum (1924) a do stanice Kolsås (1930).

## Stanice

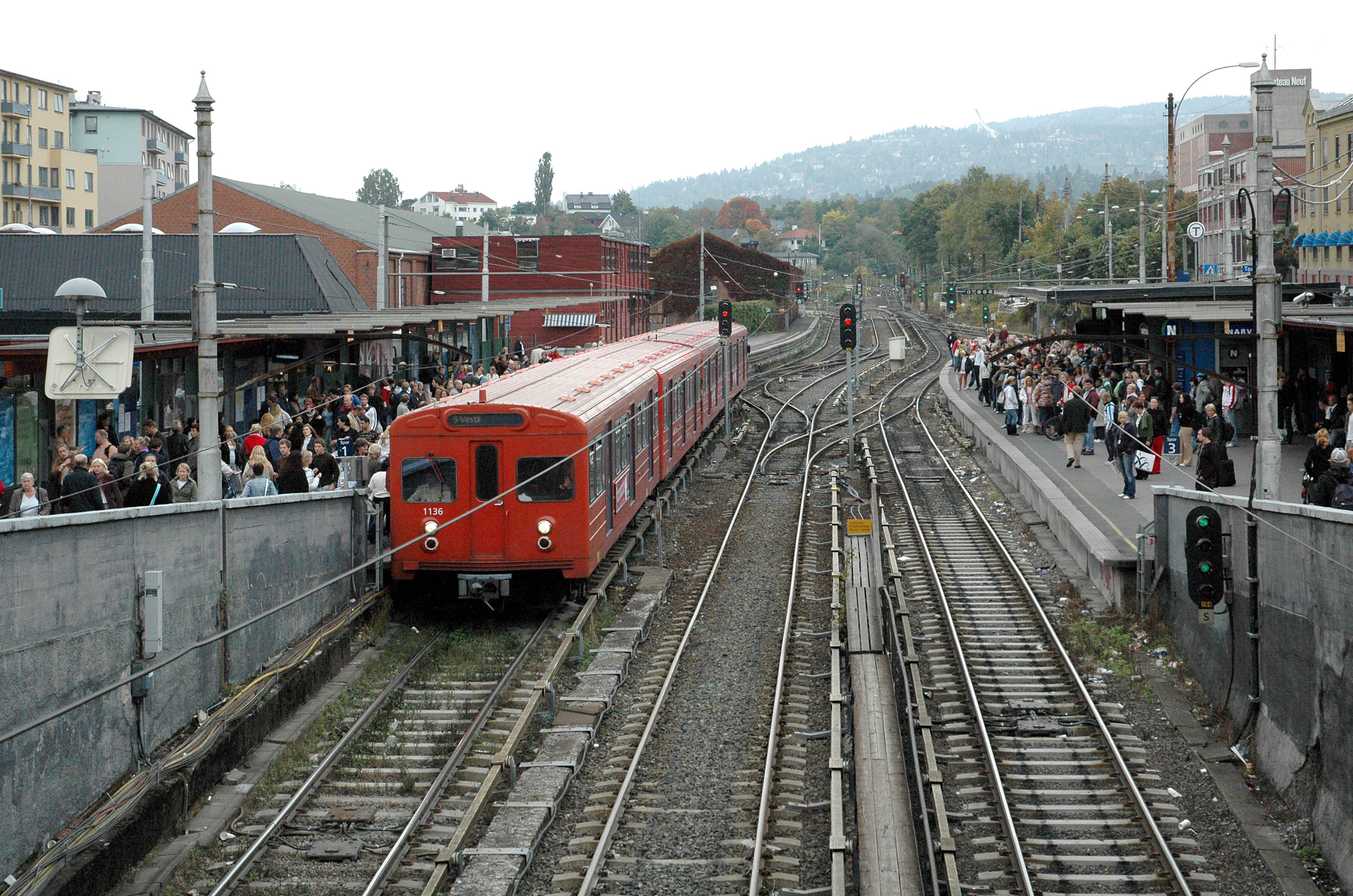
Vlak typu T-1000 ve stanici Majorstuen

Systém metra v Oslu má 101 stanic. Většina stanic je povrchová, pouhých 16 stanic je podzemních.
Z podzemních stanic převládají stanice s bočními nástupišti. Přístup je řešený pomocí výtahů, pevných schodišť a ramp. Eskalátory jsou spíš výjimkou. Některé stanice jsou řešeny jen jako zastávky s přístřeškem. Mnohdy vedou ze stanic přímo vstupy do jednotlivých domů. Zajímavě řešená je stanice Nydalen (na okružní trase) jíž dominuje ostrovní nástupiště a eskalátorový tunel s různě barevnými světly, zapínané pomocí různých uklidňovacích melodií. Důležitými stanicemi jsou: Majorstuen, Stortinget, Nationaltheatret, Jernbanetorget, Helsfyr,Tøyen a Storo.

## Vozový park
V současnosti jsou v Oslu v provozu 4 různé typy vlaků.

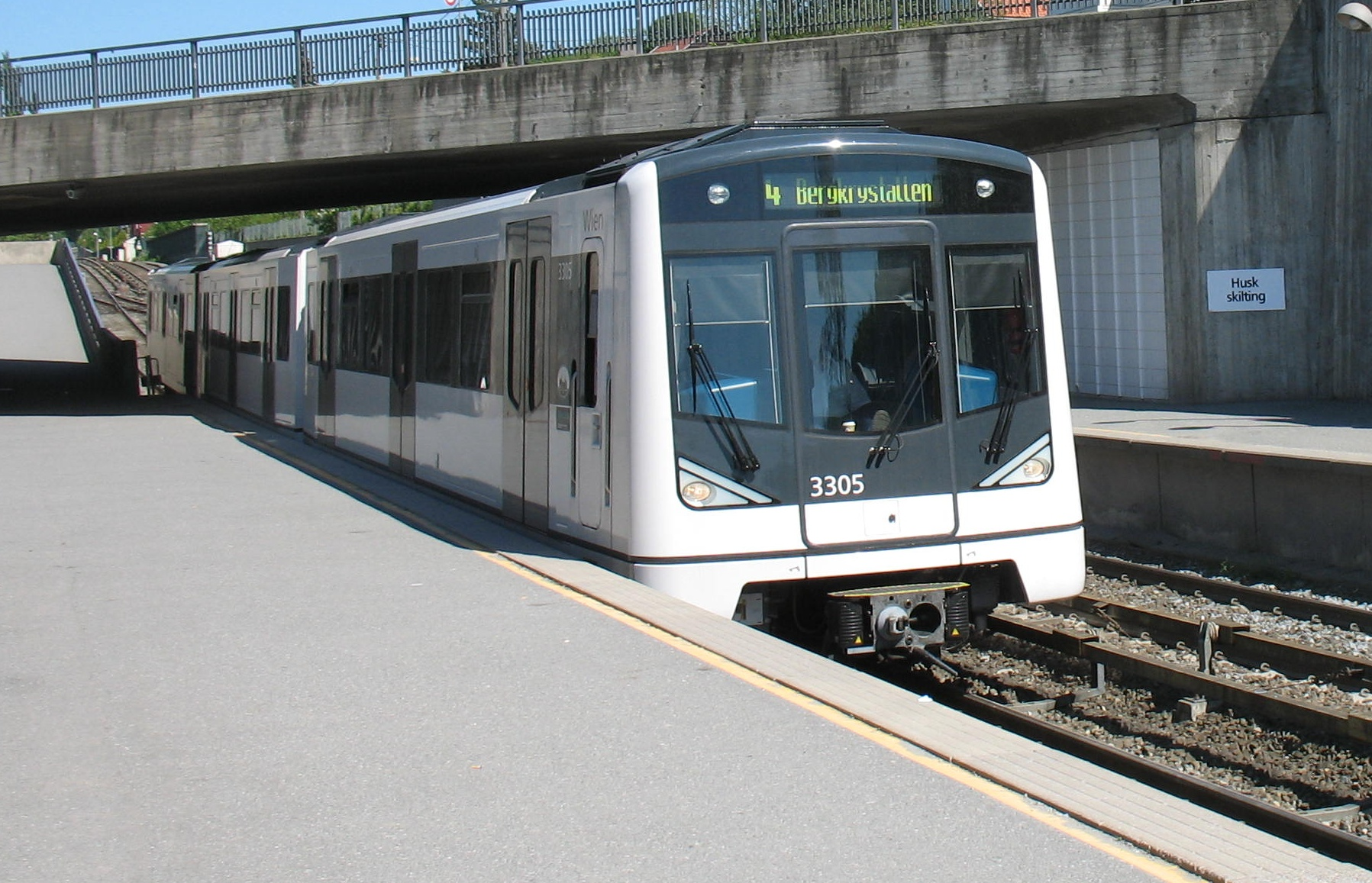
Souprava typu MX 3000 ve stanici Ullevål stadion

### MX 3000
MX 3000 je moderní třívozová souprava od společnosti Siemens. Souprava má hliníkovou karoserii, je dlouhá asi 54 m, vysoká 3,7 m a 3,2 m široká. Váží 147 tun. Maximální kapacita je 493 osob. Výkon motorů soupravy je 1680 kW. První vlak dorazil do Osla v roce 2005, do roku 2010 má být v provozu 189 vagonů.

### série T 1000 (T1-T5)
T 1000 je série starých vagonů metra z roku 1966–1978. Jsou dlouhé 17 m, široké 3,2 m a vysoké 3,7 m. Váží 29 t. Výkon motorů je 392 kW, přičemž maximální rychlost je 70 km/h.

### série T 1300
T 1300 je modernější verze série T 1000. Vyráběly se v letech 1978–1989.

### T 2000
T 2000 je souprava metra v Oslu z roku 1993. Je dlouhá 36 m, široká 3,3 m a vysoká 3,6 m. Váha dosahuje 31 t. Výkon motorů soupravy je 560 kW a maximální rychlost je 100 km/h.

## Jednotlivé úseky
- 31. 5. 1898 – Holmenkolbanen Majorstuen-Besserud
- 17. 11. 1912 – Holmenkolbanen Majorstuen-Smestad (Smestadsbanen)
- 16. 5. 1916 – Holmenkolbanen Besserud – Frognerseteren (Tryvannsbanen)
- 12.1923 – Tramvajová trať Brynseng-Helsfyr (-Etterstad), později část metra
- 11.1924 – Lilleakerbanen
- 01.1926 – Østensjøbanen Brynseng–Oppsal, Godlia-Oppsal (jednostopá)
- 01.1928 – Holmenkolbanen Majorstuen-Nationaltheatret, první skandinávský podzemní úsek metra se stanicí (Valkyrie Plass (uzavřena v 80. letech))
- 01.1930 – Bærumsbanen Avløs – Kolsås
- 10.1934 – Holmenkolbanen otevřena větev k Sognsvann (Sognsvannsbanen)
- 01.1935 – Røabanen Smestad – Røa
- 11.1948 – Røabanen Røa – Grini (stanice Grini uzavřena v lednu 1995)
- 12.1951 – Røabanen Grini – Lijordet
- 04.1957 – Lambertseterbanen Brynseng – Bergkrystallen
- 07.1958 – Østensjøbanen Oppsal – Bøler
- 05.1966 – Oslo otevírá metro ve východní části města – Jernbanetorget – Brynseng – Bergkrystallen (úsek Brynseng – Bergkrystallen přestavěn z tramvajové trati)
- 11.1966 – Grorudsbanen Tøyen – Grorud
- 11.1967 – Østensjøbanen Bøler – Skullerud
- 11.1970 – Furusetbanen Hellerud – Haugerud
- 11.1972 – Røabanen prodloužena na konečnou Østerås
- 03.1974 – Grorudsbanen Grorud – Rommen
- 08.1974 – Grorudsbanen Rommen – Stovner
- 12.1974 – Furusetbanen Haugerud – Trosterud
- 12.1975 – Grorudsbanen Stovner – Vestli
- 02.1978 – Furusetbanen Trosterud – Furuset
- 11.1981 – Furusetbanen Furuset – Ellingsrudåsen
- 1991 – Všechny samostatné podniky metra v Oslu (A/S Holmenkolbanen, A/S Ekebergsbanen) jsou spojeny do A/S Oslo Sporveier
- 11.1995 – Røabanen je přestavěna na standardy metra, ostatní linky (Holmenkolbanen a Kolsåsbanen) používá vlaky s 2 typy napájení (troleje a třetí kolej).
- 01.1998 – Østensjøbanen Skullerud – Mortensrud
- 07.2003 – zavřena Kolsåsbanen mezi stanicemi Bekkestua a Kolsås, kvůli finančním problémům mezi obci Oslo a Baerum.
- 08.2003 – Ullevål Stadion – Storo – první část okruhu
- 07.2006 – uzavření Kolsåsbanen mezi Montebello a Kolsås pro přestavbu; prozatímní konečná je stanice Husebybaken
- 08.2006 – Storo – Carl Berners plass (okružní trasa hotova)

## Budoucnost
V současnosti se staví v centru mezi stanicemi Majorstuen a Nationaltheatret stanice Homansbyen. Vestibul by měl být umístěn poblíž Josefines gata. Ve stanici by měly stavět všechny linky (1, 2, 3, 4, 5). Do roku 2015 by měl být uveden do provozu úsek na lince 2 mezi stanicemi Ellingsrudåsen a Ahus (Akershus universitetssykehus-Akershuská univerzitní nemocnice).